# Hlotse
Hlotse (o Leribe) è un centro abitato del Lesotho, situato nel Distretto di Leribe.